# Liga Profesional Saudí 2014-15
La temporada 2014-15 de la Liga Saudí fue la 40ª edición de la Liga Profesional Saudí la máxima categoría del fútbol saudí.
Los tres mejores clasificados en el torneo nacional acceden a la Liga de Campeones de la AFC para el año 2016.

## Equipos participantes

### Datos generales
| Club         | Ciudad   | Estadio                               | Capacidad |
| ------------ | -------- | ------------------------------------- | --------- |
| Al-Ahli      | Jeddah   | King Abdullah Sports City             | 62.000    |
| Al-Shoalah   | Al Kharj | Estadio Al-Shoalah Club               | 8.000     |
| Al-Fateh     | Al-Hasa  | Estadio Príncipe Abdullah bin Jalawi  | 27.550    |
| Al-Hilal     | Riad     | Rey Fahd                              | 67.000    |
| Hajer FC     | Al-Hasa  | Estadio Príncipe Abdullah bin Jalawi  | 27.550    |
| Al-Ittihad   | Jeddah   | King Abdullah Sports City             | 62.000    |
| Al Nassr     | Riad     | Rey Fahd                              | 67.000    |
| Al Raed      | Buraydah | King Abdullah Sport City Stadium      | 25.000    |
| Al-Shabab    | Riad     | Rey Fahd                              | 67.000    |
| Al Orobah FC | Sakakah  | Estadio Al-Oruba Club                 | 5.000     |
| Najran SC    | Najrán   | Estadio Al Akhdoud Club               | 2.800     |
| Al-Faisaly   | Harmah   | Estadio Prince Salman Bin Abdulaziz   | 7.000     |
| Al Taawon    | Buraydah | Estadio Rey Abdullah SC               | 25.000    |
| Al Khaleej   | Al Qatif | Estadio Príncipe Nayef bin Abdul Aziz | 12.000    |

### Jugadores extranjeros
El número de jugadores foráneos está restringido a cuatro por equipo, incluyendo un jugador de los países de la AFC. Un equipo puede usar los cuatro jugadores extranjeros en cancha durante un juego, incluyendo al menos un jugador de los países de la AFC.
| Club       | Jugador 1         | Jugador 2           | Jugador 3           | Jugador AFC        |
| ---------- | ----------------- | ------------------- | ------------------- | ------------------ |
| Al-Ahli    | Bruno César       | Osvaldo             | Mohamed Abdel-Shafy | Omar Al Soma       |
| Al-Faisaly | André Ndame Ndame | Macoumba Kandji     | Ashraf Nu'man       | Khalil Bani Attiah |
| Al-Fateh   | Elias Luiz        | Élton               | Doris Fuakumputu    | Hussain Ali Baba   |
| Al-Hilal   | Thiago Neves      | Digão               | Georgios Samaras    | Kwak Tae-Hwi       |
| Al-Ittihad | Marquinho         | Łukasz Szukała      | Lucian Sânmărtean   | Saif Salman        |
| Al-Khaleej | Aminou Bouba      | Habib Meite         | Ibrahim Al-Zawahreh | Hamza Al-Dardour   |
| Al-Nassr   | Armando Wila      | Adrian Mierzejewski | Fabián Estoyanoff   | Mohamed Husain     |
| Al-Oruba   | Moussa Narry      | Isaac Obang Owsai   | Khodor Salame       | Musaed Neda        |
| Al-Raed    | Alexis Mondomo    | Amjad Radhi         | Hassan Tair         | Anas Bani Yaseen   |
| Al-Shabab  | Rafinha           | Mohamed Awal        | John Antwi          | Tareq Khattab      |
| Al-Shoalah | Sadat Bukari      | Bojan Božović       | Lassana Fané        | Orestes Júnior     |
| Al Taawon  | Paul Alo'o        | Shadi Abu Hash'hash | David Ochieng       | Jehad Al-Hussain   |
| Hajer      | Jildemar          | Dario Jertec        | Đorđe Đikanović     | Alaa' Al-Shaqran   |
| Najran     | Farid Cheklam     | Jandson             | Winful Cobbinah     | Mussab Al-Laham    |

## Tabla de posiciones
| Pos. | Equipos          | PJ | PG | PE | PP | GF | GC | DIF | PTS |
| ---- | ---------------- | -- | -- | -- | -- | -- | -- | --- | --- |
| 01.  | Al-Nassr (C)     | 26 | 20 | 4  | 2  | 62 | 20 | +42 | 64  |
| 02.  | Al-Ahli          | 26 | 17 | 9  | 0  | 59 | 22 | +37 | 60  |
| 03.  | Al-Hilal         | 26 | 16 | 6  | 4  | 46 | 17 | +29 | 54  |
| 04.  | Al-Ittihad       | 26 | 16 | 4  | 6  | 44 | 33 | +11 | 52  |
| 05.  | Al-Shabab        | 26 | 11 | 7  | 8  | 37 | 31 | +6  | 40  |
| 06.  | Al-Fateh         | 26 | 9  | 6  | 11 | 35 | 43 | -8  | 33  |
| 07.  | Al-Faisaly       | 26 | 8  | 6  | 12 | 31 | 42 | -11 | 30  |
| 08.  | Al-Khaleej       | 26 | 7  | 8  | 11 | 35 | 41 | -6  | 29  |
| 09.  | Al Taawon        | 26 | 7  | 7  | 12 | 42 | 46 | -4  | 28  |
| 10.  | Al Raed          | 26 | 7  | 5  | 14 | 33 | 45 | -12 | 26  |
| 11.  | Hajer FC         | 25 | 7  | 4  | 14 | 27 | 55 | -28 | 25  |
| 12.  | Al-Najran SC     | 25 | 7  | 3  | 15 | 27 | 39 | -12 | 24  |
| 13.  | Al-Shoalah (D)   | 26 | 5  | 6  | 15 | 26 | 48 | -22 | 21  |
| 14.  | Al Orobah FC (D) | 26 | 4  | 5  | 17 | 21 | 43 | -23 | 17  |

(C) = Campeón; (D) = Descendido.

Fuente:
1. 1 2  Disputarán las semifinales de la Copa de Campeones. El ganador de la copa clasificará a la fase de grupos de la Liga de Campeones de la AFC 2016.

|  | Liga de Campeones de la AFC 2016                         |
|  | Ronda de Play-Off de la Liga de Campeones de la AFC 2016 |
|  | Copa de Campeones del Golfo 2016                         |
|  | Descenso a la Primera División Saudí 2015-16             |

## Estadísticas

### Goleadores
Actualizado hasta el 10 de mayo de 2015.
| Posición | jugador             | Club      | Goles |
| -------- | ------------------- | --------- | ----- |
| 1        | Omar Al Soma        | Al-Ahli   | 22    |
| 2        | Mohammad Al-Sahlawi | Al Nassr  | 21    |
| 3        | Naif Hazazi         | Al-Shabab | 14    |
| 3        | Paul Alo'o          | Al Taawon | 14    |
| 5        | Nasser Al-Shamrani  | Al-Hilal  | 12    |
| 5        | Jandson             | Al Najran | 12    |
| 7        | Doris Fuakuputu     | Al Fateh  | 10    |
| 7        | Élton               | Al Fateh  | 10    |
| 7        | Thiago Neves        | Al Hilal  | 10    |

### Máximos asistentes
| Lugar | Jugador             | Club       | Asistencias |
| ----- | ------------------- | ---------- | ----------- |
| 1     | Jehad Al-Hussain    | Al Taawon  | 9           |
| 2     | Mustafas Al Bassas  | Al-Ahli    | 8           |
| 3     | Élton               | Al-Fateh   | 7           |
| 3     | Taisir Al-Jassim    | Al-Ahli    | 6           |
| 3     | Marquinho           | Al-Ittihad | 6           |
| 3     | Adrian Mierzejewski | Al-Nassr   | 6           |

Última actualización: 15 de mayo de 2015